# ФК Теута Драч
ФК Теута Драч је албански фудбалски клуб из Драча који је основан 1920. године под именом ФК Урани. Након што се клуб 1930. године придружио Првој дивизији албанског фудбала, клуб је добио име илирске краљице Теуте. После Другог светског рата, 1946. године, комунисти су клубу дали назив ФК Црвена звезда Драч који је био у употреби до 1949. године. Касније је назив клуба био подложан променама неколико пута.
Фудбалски клуб Теута Драч је једном био шампион Албаније, у сезони 1993/94. Поред тога, клуб је четири пута освајао Куп Албаније.

## Историја
Клуб је основан 1920. године као ФК Урани, а током свог постојања више пута је променио име.
- Фк Урани: 1920—1922
- ФК Драч: 1922—1930
- ФК Теута Драч: 1930—1946
- ФК Црвена звезда Драч: 1946—1949
- ФК Драч: 1949—1951
- ФК Пуна Драч: 1951—1958
- ФК Локомотива Драч: 1958—1991
- ФК Теута Драч: 1991—

## Трофеји
- Суперлига Албаније
  - Победник (2):1993/94, 2020/21
- Куп Албаније
  - Победник (4):1994/95, 1999/00, 2004/05, 2019/20

## ФК Теута Драч у европским такмичењима
| Сезона   | Такмичење            | Коло        | Клуб             | Дом. | Гост | Укупно    |
| -------- | -------------------- | ----------- | ---------------- | ---- | ---- | --------- |
| 1994/95. | Куп УЕФА             | кв.         | Аполон           | 1:4  | 2:4  | 3–8       |
| 1995/96. | Куп победника купова | кв.         | ТПС Турку        | 3:0  | 0:1  | 3–1       |
| 1995/96. | Куп победника купова | кв.         | Парма            | 0:2  | 0:2  | 0–4       |
| 1996/97. | Куп УЕФА             | 1. коло кв. | Кошице           | 1:4  | 1:2  | 2–6       |
| 1999.    | Интертото куп        | 1. коло     | Акранес          | 2:1  | 1:5  | 3–6       |
| 2000/01. | Куп УЕФА             | 2. коло кв. | Рапид Беч        | 0:4  | 0:2  | 0–6       |
| 2002.    | Интертото куп        | 1. коло     | Валета           | 0:0  | 2:1  | 2–1       |
| 2002.    | Интертото куп        | 2. коло     | Глорија Бистрица | 1:0  | 0:3  | 1–3       |
| 2004.    | Интертото куп        | 1. коло     | Дубница          | 0:0  | 0:4  | 0–4       |
| 2005/06. | Куп УЕФА             | 1. коло кв. | Широки Бријег    | 3:1  | 0:3  | 3–4       |
| 2007/08. | Куп УЕФА             | 1. коло кв. | Славен Белупо    | 2:2  | 2:6  | 4–8       |
| 2012/13. | Лига Европе          | 1. коло кв. | Металург Рустави | 0:3  | 1:6  | 1–9       |
| 2013/14. | Лига Европе          | 1. коло кв. | Дачија Кишињев   | 3:1  | 0:2  | 3–3 (пгг) |
| 2016/17. | Лига Европе          | 1. коло кв. | Каират           | 0:1  | 0:5  | 0–6       |
| 2019/20. | Лига Европе          | 1. коло кв. | Вентспилс        | 1:0  | 0:3  | 1–3       |
| 2020/21. | Лига Европе          | 1. коло кв. | Беитар Јерусалим | 2:0  | Н/Д  | 2–0       |
| 2020/21. | Лига Европе          | 2. коло кв. | Гранада          | 0:4  | Н/Д  | 0–4       |
| 2021/22. | Лига шампиона        | 1. коло кв. | Шериф Тираспољ   | 0:4  | 0:1  | 0–5       |
| 2021/22. | Лига конференције    | 2. коло кв. | Интер Ескалдез   | 0:2  | 3:0  | 3–2       |
| 2021/22. | Лига конференције    | 3. коло кв. | Шамрок роверси   | 0:2  | 0:1  | 0–3       |